# Драгиша Брашован
Драгиша Брашован (Вршац, 25. мај 1887 — Београд, 7. април 1965) био је српски и југословенски архитекта. Један је од најзначајнијих  пионира српске модерне архитектуре и најистакнутијих архитеката у историји Србије.

## Биографија
Основно и средње образовање Брашован стиче у родном месту, а затим, 1906. године уписује Архитектонски факултет Техничког универзитета у Будимпешти. Систем наставе на факултету био је организован кроз осам семестара, а након друге године студија полагао се строги (стручни) испит, што је иначе у то време била уобичајена процедура на свим техничким факултетима и академијама у Средњој Европи. Дипломски рад (који се састојао од дипломског пројекта и завршног испита) положио је 30. септембра  1912. године са оценом „одличан“.
Наредних шест година провео јр радећи у Архитектонском атељеу „Тери и Погањ“ у Будимпешти. Након рата враћа се у отаџбину. Неколико година је био запослен на месту градског архитекте у Великом Бечкереку. Отуда је Брашованово дело било поприлично заступљено у овом граду (Соколски дом, вила на Бегеју, адаптација Позоришта), као и у околини (Црква у Орловату).
Међутим, већ почетком двадесетих година прошлог века, Брашован ће своју афирмацију потпуно везати за Београд. У престоници је са својим кумом архитектом Миланом Секулићем основао фирму „Архитект“, где је он радио као главни пројектант. Фирма се бавила и извођачким радовима. Од 1925. године Секулић формира грађевинску фирму која се бави предузимачким и извођачким пословима, а Драгиша Брашован од тада ради самостално, под фирмом „Архитекта Драгиша Брашован“, искључиво пројектантске услуге.
Реконструисао је зграду Народног позоришта „Тоша Јовановић” 1921. године. Тада је оформљен фоаје са гардеробом, благајном, бифеом и формиран је директан улаз у позориште са трга.
Оно по чему је Брашован највише вреднован у историји српске архитектуре везује се за потоњи период, када своје сјајно академско образовање оставља по страни и прихвата основне постулате надолазеће, модерне архитектуре. Тада настају и његова најзначајнија дела: Зграда ИВ Војводине у Новом Саду (Бановина), зграда команде ваздухопловства у Земуну, зграда Државне штампарије и хотела „Метропол“ у Београду. Поред тога пројектовао је низ стамбених зграда и породичних кућа.
У свом родном Вршцу, почетком шездесетих година двадесетог века, на молбу тадашњих градских власти, пројектује зграду средње Пољопривредне школе.

## Награде и признања
- На изложби модерне архитектуре у Прагу добио је прву награду (пројекат Дома Радничке коморе у Новом Саду).[5]
- Почасни дописни члан RIBA - Краљевског института британских архитеката.
- Улице на Новом Београду, у Новом Саду, Вршцу и Јагодини носе име архитекте Драгише Брашована.

## Дела
Зрењанин:
- Зграда Српске банке, око 1920.
- Соколски дом, 1924-1927.
- Вила на Бегеју, 1926.

Орловат:
- Српска православна црква Ваведења Богородичиног у Орловату, 1924-1927.[6]

Нови Сад:
- Радничка комора, 1931.
- Зграда Дунавске бановине (данас Влада АП Војводине), 1939.[7]
- Главна пошта, 1961.[7]

Београд:
- Кућа Ђорђа Генчића, данас зграда Музеја Николе Тесле, 1932.[8]
- Зграда Државне штампарије (данашњи БИГЗ) 1934-1941.[9][10]
- Зграда Команде Ваздухопловства у Земуну, 1939.
- Хотел „Метропол“, 1953.[9]
- Кафана „Руски цар“ у Београду,
- Зграда Индустријске коморе у Македонској 25, која је саграђена 1928/29. године[11]
- Двојна зграда са становима и атељеима Сретена Стојановића и Младена Јосића,  подигнута 1929/30 у улици Османа Ђикића 10–12. Изглед куће је драстично измењен и декоративне фасадне скулптуре су уклоњене[11]
- неколико стамбених зграда изграђених тридесетих година XX века (Француска бр. 5, Булевар Ослобођења бр. 2, Булевар деспота Стефана бр. 8, итд.)

Јагодина:
- Стамбени блокови Фабрике каблова Светозарево (ФКС), изграђени крајем педесетих година XX века[12]

Чортановци:
- Вила Станковић[13]

Чачак:
- Робна кућа „Партизан”, 1963.[9]

## Галерија
- Влада АП Војводине ноћу
- Црква Ваведења Богородице у Орловату
- Црква Ваведења Богородице у Орловату
- Хотел Метропол, око 1950. године
- Драгиша Брашован: Зграда Државне штампарије саграђене 1934—1941. у Београду
- Драгиша Брашован: Зграда Команде ваздухопловства у Земуну
- Драгиша Брашован: Кућа Ђорђа Генчића (данас Музеј Николе Тесле) у Београду (1929)
- Драгиша Брашован: Палата Дамјана Бранковића, Булевар Ослобођења 2
- Драгиша Брашован: Зграда Пензионог фонда Беочинске фабрике цемента у Београду, Деспота Стефана 8
- Драгиша Брашован: Палата Попов, Француска 5
- Драгиша Брашован: Кафана „Руски Цар“ у Београду
- Шкаркина вила